# 陈仲 (1956年)
陈仲（1956年—），汉族，福建福州人，中华人民共和国政治人物、第十二届全国人民代表大会广西地区代表。
毕业于上海机械学院机械专业。加入中国致公党。担任广西桂林电器科学研究所所长，致公党广西壮族自治区委员会副主任委员、桂林市委员会主任委员。2008年起担任全国人大代表。2013年，担任全国人大代表。